# 52057 Clarkhowell
52057 Clarkhowell è un asteroide della fascia principale. Scoperto nel 2002, presenta un'orbita caratterizzata da un semiasse maggiore pari a 2,6249991 UA e da un'eccentricità di 0,1017373, inclinata di 9,41298° rispetto all'eclittica.
L'asteroide è dedicato all'antropologo statunitense Francis Clark Howell.